# Giro del Piemonte 1918
Il Giro del Piemonte 1918, undicesima edizione della corsa, si svolse il 25 agosto 1918 su un percorso di 180 km. La vittoria fu appannaggio dell'italiano Ettore Bianchi, che completò il percorso in 6h31'00", precedendo i connazionali Lorenzo Sinchetto e Nino Ronco.
Sul traguardo di Torino 18 ciclisti, su 29 partiti dalla medesima località, portarono a termine la competizione.

## Ordine d'arrivo (Top 10)
| Pos. | Corridore         | Squadra     | Tempo    |
| ---- | ----------------- | ----------- | -------- |
| 1    | Ettore Bianchi    | La Piemonte | 6h31'00" |
| 2    | Lorenzo Sinchetto | -           | s.t.     |
| 3    | Nino Ronco        | -           | a 10'15" |
| 4    | Ilario Pogliani   | La Piemonte | a 12'15" |
| 5    | Carlo Giacchino   | -           | a 23'15" |
| 6    | Ernesto Naretto   | US Torino   | a 30'15" |
| 7    | Pierino Abellonio | US Torino   | a 39'15" |
| 8    | Angelo Guasco     | -           | s.t.     |
| 9    | Arnaldo Morra     | US Torino   | a 48'15" |
| 10   | Nunzio Fiorini    | SCV Milano  | a 54'15" |